# جيولوجية البحر الميت

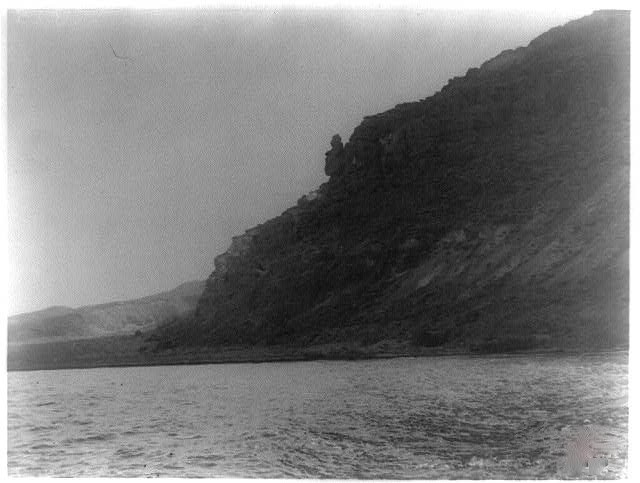
البحر الميت

جيولوجية البحر الميت يقع البحر الميت في أكثر نقاط غور الأردن أنخفاضًا- وادي عربة. ويعتبر هذا الأخدود الغريب جزءاً من أنهدام الشرق الأوسط - البحر الأحمر-شرق أفريقيا، حيث يبلغ طول أنهدام الأردن –البحر الميت- 600 كم تقريباً، بينما يتراوح عرضه بين 10كم إلى 20كم. حيث يدعى جزء الأنهدام الواقع بين البحر الميت وبحيرة طبريا الذي يجري فيه نهر الأردن (غور الأردن). أما الجزء الذي يقع جنوب البحر الميت وحتى بداية وادي عربة:الغور الجنوبي. أما الأنهدام جميعه الممتد بين طبرية وخليج العقبة فيدعى انهدام الأردن.
كانت منطقة البحر الميت وما زالت مسكونه منذ فترات موغلة في القدم. ومن هنا تعددت أسماؤه. فلقد أسماه اليونات القدامى (البحر الميت) في حين أسماه العرب (بحيرة لوط) و(بحر زغر) و(البحر النتن) و(بحر عربة) و(بحر الأسفلت) و(بحر سدوم). ووراء كل أسم من هذه الأسماء قصةًً ً معروفة.

## التراكيب في منطقة البحر الميت
أهم مظاهرالتراكيب الجيولوجية في منطقة البحر الميت هي الصدوع والالتواءات. أما الطيات والمحدبات فهي أقل أهمية من الصدوع. ومن أنواع الصدوع :
- الصدوع الجانبية (Border Faults).
- الصدوع العرضية (Transverse Faults).

## الصفات الفيزيائية لمياه البحر الميت
صفات مياه البحر الميت مثل درجة حرارة المياه وملوحتها وكثافتها والتيارات البحرية والأمواج وتغيرات مستوى سطح البحر الميت.

### الشفوفية
شفوفية الماء هي أقصى مسافة أوعمق يمكن أن يرى عليه قرص معدني أبيض قطره 30 سم (قرص Secchi). بلغت هذه المسافة في البحر الميت بين 5سم وحتى 4 سم.

### حرارة المياه
تتأثر درجات الحرارة المياه السطحية بقربها أوبعدها عن الشاطئ وبالتالي عمق عمود الماء في تلك النقطة. وتعتمد أيضاً بالطبع على الوقت من السنة أي صيفاً أوشتاءً.

### الكثافة والملوحة
تقاس كثافة الماء بوزن السم المكعب الواحد من الماء.ولقد عرف البحر الميت ممنذ أزمنة تاريخية بعيدة بأن مياهه ثقيلة لا تسمح للإنسان بالغوص فيها.
أما ملوحة مياه البحر الميت فإن أكثر ما يميز البحر الميت كمية المواد المذابة فيه. وتقاس الملوحة بكمية المادة المذابة بالغرام في لترمن الماء (غم/لتر).

## التركيب الكيماوي لمياه البحر الميت
يعد الكلور والمغنيسيوم والكالسيوم والصوديوم والبوتاسيوم والكبريتات والبروم أهم العناصر التي تشكل العناصر التي تشكل ملوحة البحر الميت.
أفقياً تزداد كمية الصوديوم والبوتاسيوم والمغنسيوم والبروم جنوباً. وأن ذلك ناتج عن أزدياد عمليات التبخر في هذا الأتجاه. إما الكبريتات فإن تركيزها ينقص جنوباً وذلك بسبب ترسب الجبص، إما البايكربونات فإنها تزداد الجنوب في فصل الربيع.

## الثروة المعدنية والأملاح
ثروة البحر الميت تكمن في العناية النادرة بالجلد والبشرة. فمن على شواطئه يندفع الطمي الاسود ومن مياهه تتدفق الأملاح المعدنية.
ولأملاح البحر الميت أهمية كبرى بالعديد من المجالات والتي يصل عدد عناصرها إلى أكثر من 23عنصرا ذات فوائد علاجية وتجميلية متنوعة.
وتتمتع أملاح البحر الميت بفوائد متعددة في هذا المجال نظراً لتركيزها المرتفع بالمغنيزيوم والكبريت(أكثر من 15 في المائة)، وما يميز البحر الميت عن غيره من البحارهوتركيز المعادن فيه 13 ضعف عن بحار العالم، منها 21 معدنا منها 11 معدنا لا توجد في أية بحر أومحيط في العالم.ولذلك فهي تستعمل في الكثير من العلاجات التي يحتاجها الإنسان في علاج الأمراض كالجلدية كداء الصدفية والأكزيما بالإضافة للمساعدة بمعالجة الروماتيزم وكل ذلك.